# Dicrolene quinquarius
Dicrolene quinquarius är en fiskart som först beskrevs av Günther, 1887.  Dicrolene quinquarius ingår i släktet Dicrolene och familjen Ophidiidae. Inga underarter finns listade i Catalogue of Life.